# Artem Smirnov
Artem Smirnov  (nacido el 2 de febrero de 1988) es un tenista profesional de Ucrania, nacido en la ciudad de Jórlivka.

## Carrera
Su ranking individual más alto logrado en el ranking mundial ATP fue el n.º 262 el 11 de abril de 2011. Mientras que en dobles alcanzó el puesto n.º 159 el 23 de agosto de 2010.
No ha logrado hasta el momento títulos de la categoría ATP ni de la ATP Challenger Tour, aunque sí ha obtenido varios títulos Futures tanto en individuales como en dobles.

### Copa Davis
Desde el año 2007 es participante del Equipo de Copa Davis de Ucrania. Tiene en esta competición un récord total de partidos ganados/perdidos de 3/3 (3/3 en individuales y 0/0 en dobles).

## Títulos; 1 (0 + 1)
| Leyenda                     | Individuales | Dobles |
| --------------------------- | ------------ | ------ |
| Grand Slam                  | 0            | 0      |
| ATP World Tour Finals       | 0            | 0      |
| ATP World Tour Másters 1000 | 0            | 0      |
| ATP World Tour 500 Series   | 0            | 0      |
| ATP World Tour 250 Series   | 0            | 0      |
| ATP Challenger Series       | 0            | 1      |

### Dobles
| N.º | Fecha      | Torneo              | Superficie | Compañero | Oponentes en la final              | Resultado        |
| --- | ---------- | ------------------- | ---------- | --------- | ---------------------------------- | ---------------- |
| 1.  | 20.06.2010 | Challenger de Bytom | Tierra     | Ivo Klec  | Konstantín Kravchuk Iván Serguéiev | 1–6, 6–3, [10–3] |